# 정의왕후
정의왕후 왕씨(貞懿王后 王氏, 생몰년 미상)는 고려의 제12대 왕 순종의 제1비이다.

## 생애
성은 왕씨이고 본관은 개성으로, 평양공 왕기의 딸이다. 시아버지 문종과 정간왕은 모두 현종과 원혜왕후 사이에서 태어난 동복 형제사이로, 순종과 정의왕후의 혼인은 친사촌 간의 혼인이다. 일부에서는 왕족이 왕비가 될 경우 대개 모계나 친조모계의 성씨를 따르는데 반해, 정의왕후만은 왕씨 성을 그대로 사용한 것을 두고 기록 상에서 착오가 있었던 것으로 추측하기도 한다.
그녀 자체에 대한 기록은 특별히 전하는 것이 없다. 남편 순종이 병약했던 탓에 소생은 없었다. 능에 대한 기록도 남아있지 않다.

## 가족관계
- 아버지 : 평양공 왕기(平壤公 基, 1021년~1069년)
- 어머니 : 미상
- 시아버지, 백부 : 고려 제11대 왕 문종(文宗, 1019년~1083년, 재위:1046년~1083년)
- 시어머니, 백모 : 인예왕후(仁睿王后, 1031년~1092년)
  - 남편 : 고려 제12대 왕 순종(順宗, 1047년~1083년, 재위:1083년 음력 7월~1083년 음력 10월)